# Maremma
La Maremma è una regione geografica compresa tra Toscana e Lazio, di circa 5000 km², che si affaccia sul Mar Tirreno e sul Mar Ligure. Oltre a una parte centrale, corrispondente alla provincia di Grosseto fino alle pendici del monte Amiata e delle colline Metallifere e fino alla media valle dell'Ombrone (Maremma grossetana), comprende la fascia costiera tra Piombino e il Cecina (Maremma livornese e Maremma pisana) e si spinge nel Lazio fin verso Civitavecchia (Maremma laziale). Il territorio è in prevalenza pianeggiante e alluvionale, ma in parte anche collinare, mentre la città più popolosa è Grosseto.

## Geografia

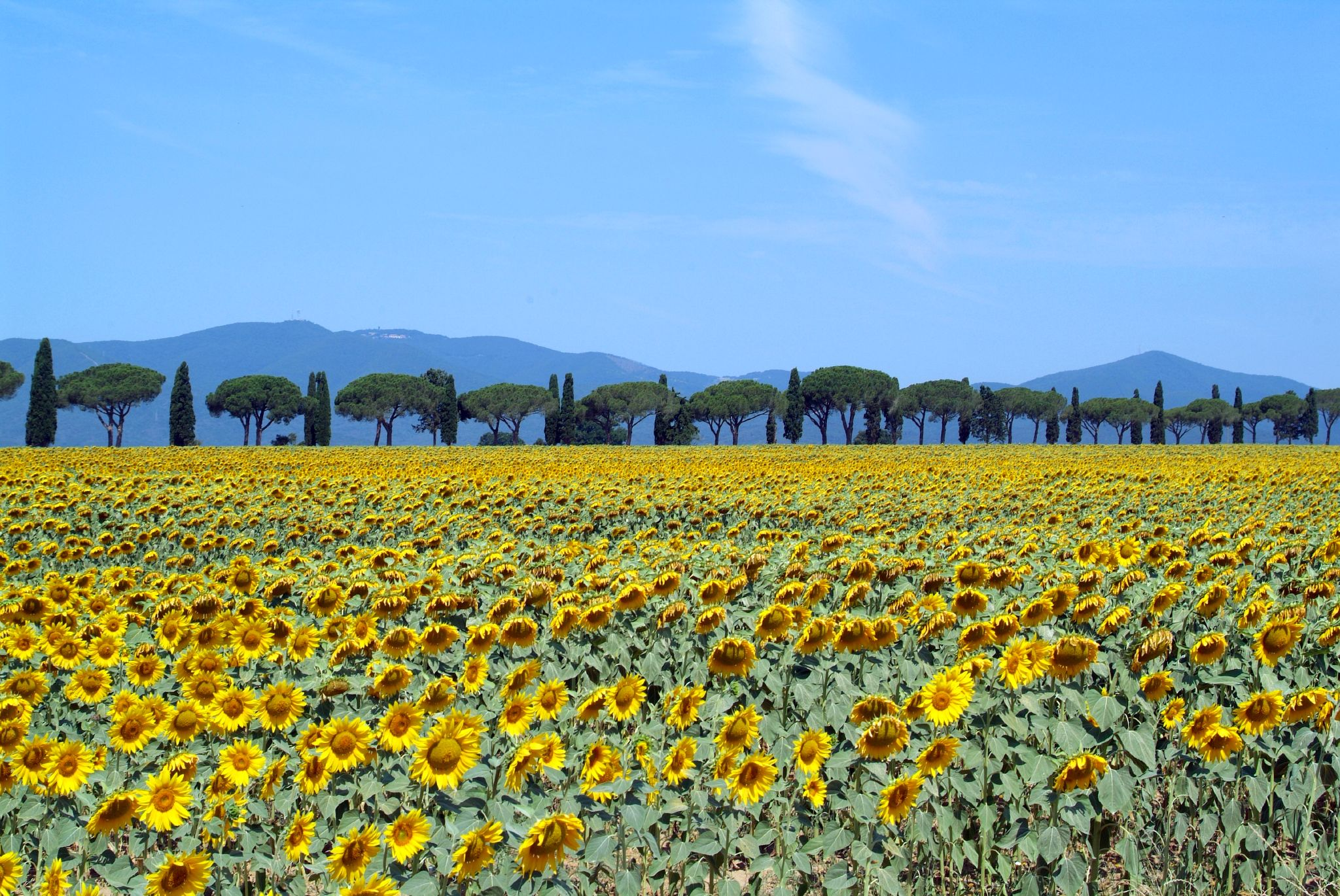
Paesaggio della Maremma grossetana

La Maremma è un territorio vasto e dai confini difficilmente definibili che si affaccia sul Mar Tirreno. Convenzionalmente, il territorio maremmano è suddiviso in tre zone, da nord a sud, due delle quali ricadono in territorio toscano:
- L'Alta Maremma, storicamente conosciuta come Maremma pisana, interessa parte della provincia di Livorno e alcune aree pedecollinari della provincia di Pisa, che si estendono nella parte settentrionale lungo la costa e l'immediato entroterra, comprendente le prime propaggini collinari della val di Cecina, della val di Cornia e del versante nord-occidentale delle colline Metallifere. La città più grande è Piombino. L'intero territorio, storicamente chiamato per secoli Maremma pisana, perché antico dominio della Repubblica di Pisa, a partire dal Novecento è comunemente distinto in Maremma pisana e Maremma livornese, coincidenti con i confini amministrativi creati nel 1925 delle relative province.[4]
- La Maremma grossetana, in precedenza conosciuta come Maremma senese, è l’area centrale che corrisponde alla provincia di Grosseto,[5] lungo la costa tra il golfo di Follonica e la foce del torrente Chiarone che si getta in mare a sud del promontorio dell'Argentario. Generalmente, il toponimo viene esteso a tutta la provincia, anche a territori storicamente non considerati maremmani, come per esempio le colline Metallifere grossetane, le colline dell'Albegna e del Fiora, l'area del tufo e il monte Amiata. Le principali città, oltre Grosseto, sono Follonica e Orbetello. Storicamente chiamata Maremma senese, perché dominio della Repubblica di Siena, ha progressivamente preso l'attuale denominazione dopo l'istituzione di Grosseto in una propria provincia a partire dal 1766. Le pianure principali della Maremma grossetana sono quattro:
  - La piana del fiume Pecora, attorno al golfo di Follonica, comprendente gran parte del comune di Follonica, l'area pianeggiante dei comuni di Massa Marittima e Gavorrano e la fascia costiera del comune di Scarlino, limitata a sud dal promontorio di Punta Ala.
  - La piana del fiume Ombrone (comunemente detta Piana Grossetana[6]), che occupa i territori comunali di Castiglione della Pescaia e Grosseto, la parte meridionale dei comuni di Gavorrano e Roccastrada e il tratto costiero, pianeggiante e pedecollinare del comune di Magliano in Toscana. Si estende tra il promontorio di Punta Ala e i Monti dell'Uccellina e comprende la riserva naturale Diaccia Botrona.
  - La piana del fiume Albegna, che interessa i comuni di Orbetello e la parte pianeggiante dei comuni di Magliano in Toscana e Manciano. Si estende tra i Monti dell'Uccellina e il promontorio di Ansedonia e comprende il promontorio dell'Argentario e la Laguna di Orbetello.
  - La piana del fiume Fiora, compresa tra il territorio comunale di Capalbio e il Lazio. Si estende oltre il promontorio di Ansedonia e non presenta soluzioni di continuità con la Maremma laziale; comprende il Lago di Burano.
- La Maremma laziale, la parte meridionale, si estende nell'area costiera della provincia di Viterbo e all'estremità nord-occidentale della provincia di Roma (Lazio), lungo la costa dell'alto Lazio, tra la foce del torrente Chiarone e Capo Linaro, promontorio che costituisce l'appendice occidentale dei monti della Tolfa che la dividono dall'Agro romano.

Invece i termini Marittima o Maritima sono oggi in disuso, riproponendo l'etimologia di maremma, ne indicavano il prolungamento in un territorio geograficamente affine esteso dal Tevere lungo la costa verso sud fino a Terracina; un tempo era coperto di foreste e paludi oggi per lo più bonificate (Acilia, Agro Pontino).
(Aldo Santini)

## Clima
Il clima della Maremma presenta caratteristiche mediterranee lungo la costa, mentre assume caratteri più continentali via via che si procede verso l'interno.
Le distanti montagne della Corsica ad ovest e i più vicini rilievi dell'Isola d'Elba tendono a deviare o ad attenuare le perturbazioni atlantiche: le precipitazioni risultano piuttosto scarse e raramente di lunga durata lungo la costa grossetana e viterbese, toccando i minimi assoluti attorno ai 500 mm annui presso i Monti dell'Uccellina e l'Argentario, mentre nell'interno e lungo la costa livornese i valori sono generalmente compresi tra i 600 e i 700 mm annui, aumentando ancora sui rilievi collinari e montuosi esposti ai venti atlantici. La maggiore piovosità è attestata in autunno, mentre le altre stagioni presentano un regime pluviometrico piuttosto irregolare. Lungo la fascia costiera della Maremma centro-meridionale, l'eliofania (soleggiamento) raggiunge valori medi annui elevati: oltre 7 ore di sole al giorno, col minimo in dicembre attorno alle 4 ore giornaliere ed i massimi in giugno e luglio con valori di oltre 11 ore di sole al giorno.
Le temperature medie annue si aggirano attorno ai 16 °C lungo la costa e tendono a diminuire man mano che si procede verso l'interno. Sulla fascia costiera sono rare le temperature invernali sotto zero e le temperature estive oltre i 33 °C; nelle vallate interne invece le minime dei mesi più freddi possono essere rigide, mentre le massime estive possono anche raggiungere i 40 °C.

## Storia
Il toponimo Maremma deriva, per molti studiosi, dal latino maritima con il significato di "regioni costiere, zone di mare", anticamente nella forma di Maritima Regio. Secondo Emanuele Repetti "Maremma" e "Marittima toscana" erano termini che indicavano in passato tutta la costa toscana, dalla foce del fiume Magra, al confine tra Toscana e Liguria, alla foce del fiume Chiarone nel grossetano che segna il confine tra la Toscana e il Lazio. Una delle prime menzioni di "Marittima toscana" risale al 790 d.C. in epoca carolingia, negli ultimi anni del Ducato di Tuscia.  Per altri studiosi, ma considerato meno probabile, Maremma deriverebbe dal castigliano marisma che significa "palude". Il nome della Maremma ha un riscontro anche nella regione francese della Maremne di simile etimologia dal latino mărĭtĭma, all'estremità sud-occidentale delle Lande di Guascogna.
Dante ne individuava i confini tra Cecina (Livorno) e Tarquinia (Viterbo), già conosciuta come Corneto:
(Dante, Inferno, Canto XIII, vv. 7-9)
Prima degli innumerevoli insediamenti medioevali, la Maremma ha conosciuto presenze preistoriche, etrusche e romane che hanno lasciato importanti testimonianze storico-artistiche sparse nell'intero territorio. Importanti furono le città etrusche di Populonia, Roselle e Vetulonia. Quest'ultima, appartenente alla Dodecapoli etrusca, fu una delle prime a battere moneta, il vat. In epoca altomedievale la Maremma registra la presenza di una delle famiglie nobili più importanti dell'Italia centrale, quella dei conti Aldobrandeschi, di probabile origine longobarda. Ildebrando di Soana, nel 1073, a furor di popolo, viene addirittura eletto Papa con il nome di Gregorio VII. Un Papa "maremmano". Tale famiglia comitale nel XII secolo fa parte anche dei principi elettori dell'assemblea che elegge l'Imperatore. I conti Aldobrandeschi sono ricordati anche per essere stati padroni di circa 100 castelli, a testimonianza dello sviluppo di questa zona e del grado di conurbamento di queste terre, soprattutto nella fascia collinare, istituendo una prospera economia curtense, basata sulla "corte", (in latino curtis) l'insieme di ville ed edifici dove il signore soggiornava ed espletava le sue funzioni di controllo sul territorio.

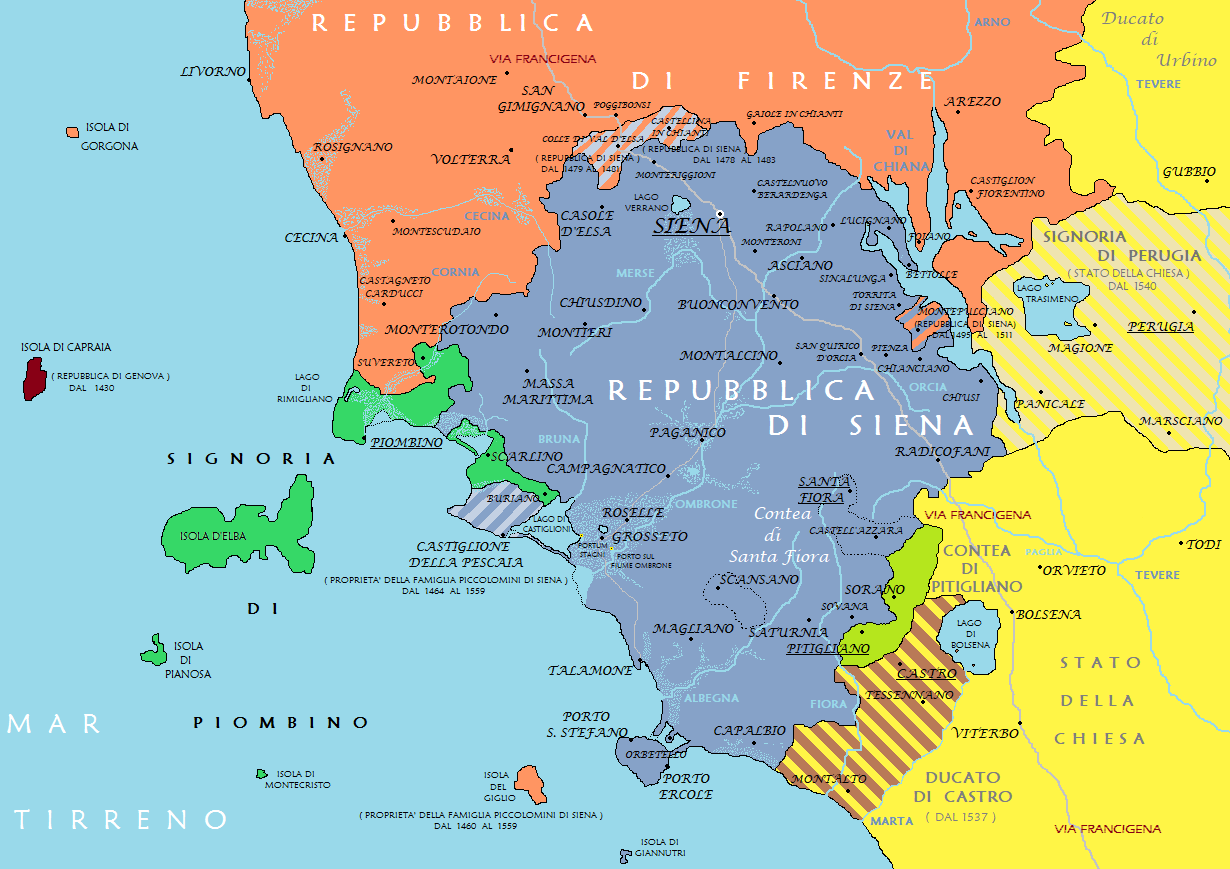
Mappa politica della Maremma tra i secoli XV e XVI

Con la fine del feudalesimo e soprattutto con l'affermarsi delle signorie, la Maremma nel XIII secolo cade sotto l'influenza della Repubblica di Siena che dopo pochi anni conquista militarmente anche Grosseto e trasforma la Maremma in un enorme pascolo a pagamento. Per lo sfruttamento dei pascoli viene istituita la "Dogana dei paschi", da cui trae origine il Monte dei paschi di Siena, famosa banca. Il territorio maremmano, grazie al clima mite e alla precoce primavera attira i transumanti del centro Italia: tuttavia la perdita dell'indipendenza e l'assoggettamento all'economia di sfruttamento di Siena distruggerà l'economia locale e comporterà l'abbandono del territorio coltivato, con l'inevitabile aumento delle terre paludose. A partire dal XIV secolo infatti la presenza dell'uomo in questa regione dovrà sempre più fare i conti con la malaria e la povertà, che saranno il tratto saliente con cui sarà nota per molti secoli la Maremma, che di fatto finiranno soltanto con l'avvento delle pompe idrauliche a motore a cavallo della seconda guerra mondiale, con le bonifiche avviate dal regime fascista e concluse con una poderosa opera dell'Ente Maremma a metà degli anni '50 del secolo scorso.
In Toscana la Maremma si estende su circa 5000 km² di terre, pari a circa 1/4 dell'intera regione, iniziando a sud di Rosignano Marittimo per proseguire, oltre il confine regionale, nel Lazio fino oltre Civitavecchia. Abbandonata in epoca alto-medievale, dal XVIII secolo fu oggetto di vari tentativi di bonifica e di ripopolamento. Si dovette combattere contro vaste paludi ed acquitrini costieri, fiumi privi di argini che allagavano le terre fittamente coperte da boscaglie e macchia mediterranea, ove su tutto dominava il grande nemico che fu la malaria che mieté numerose vittime tra cui lo stesso granduca Ferdinando III di Lorena. Al suo spopolamento si aggiungeva la poca fertilità della terra che permetteva solo una irrisoria produzione di grano e la pastorizia e, come se non bastasse, nei primi decenni del Settecento la regione fu periodicamente invasa dalle cavallette. I cronisti del tempo ricordano che verso le ore 18 del 23 giugno 1711 apparve dalla parte del mare una nube immensa di locuste che oscurò il sole e ricoprì rapidamente tutta la campagna circostante di Piombino. Negli anni successivi le invasioni di cavallette si estesero anche alle campagne di Massa Marittima, Gavorrano, Sassetta, Castagneto Carducci, distruggendo oltre 70 miglia di terre coltivate. Tali invasioni continuarono periodicamente fino al 1786. Alle difficoltà naturali vi erano anche quelle giuridiche che ne ostacolarono lo sviluppo. Sui terreni di pascolo vi erano le "Bandite per usi" (pascolo gratuito per i residenti) e "bandite per fida" (con affitto dei pascoli per la comunità). I restanti pascoli erano di proprietà granducale (Dogana di pascolo) che potevano essere affittati a privati o dati "per fida" a forestieri. Poiché tutte le pasture maremmane erano di competenza della Dogana di Siena, era fatto divieto di recintarle anche se possedute da privati. Questo permetteva agli animali in libertà ed incustoditi di essere decimati dalle piene dei fiumi (quella dell'Ombrone del 1749 ne affogò oltre 8 000) o dalle epidemie. Sotto la Reggenza toscana si iniziò così a redigere un programma di risanamento del territorio e riorganizzazione delle proprietà dominate dal latifondo.
La Maremma toscana fu tradizionalmente distinta in Maremma Pisana (o Volterrana) e in Maremma Senese (poi Grossetana).
- Maremma Pisana: si estendeva da Castiglioncello a sud di Livorno fino a Piombino, interessando la linea costiera per circa 35 km con una fascia interna di 5-7 km, per un'area di circa 340 km². Solo la zona collinare era abitata con tutte le conseguenti confusioni giuridiche di amministrazione e proprietà (feudi, proprietà ecclesiastiche, comunità). Con i Lorena si attua un programma di bonifica, di rete stradale, di frazionamento dei latifondi e appoderamenti, di coltivazioni e sviluppo demografico. La prima azione politica del governo in tal senso fu la legge sulla liberalizzazione del traffico delle granaglie maremmane. Molti privati colonizzarono le terre: Carlo Ginori nei suoi feudi di Cecina e Riparbella, sotto la direzione dell'architetto pistoiese Romualdo Cilli iniziò la bonifica delle paludi costiere a nord di Cecina e di Bibbona (Cinquantina, Saline, Staio). Cercò di creare a Cecina un borgo di pescatori, edificando un vasto palazzo alla foce del fiume con numerose abitazioni e laboratori per la lavorazione del corallo. L'esperimento fallì per gli ostacoli che la Reggenza fiorentina gli pose e nel 1755 fu praticamente abbandonato tutto il programma. Le bonifiche saranno riprese e terminate solo a partire dal 1833 quando il granduca Leopoldo II di Toscana promosse le allivellazioni di quelle terre.
- Maremma Senese: su questa porzione di terre la lotta fu più lunga ed estenuante per i numerosi acquitrini e la malaria che mieteva le vite dei lavoranti. La popolazione residente che, intorno al 1727-1737, non doveva superare i 19 000 abitanti abitava in piccoli borghi collinari privi di comodità ed igiene. La zona acquitrinosa e malarica ricopriva circa 715 km², cioè oltre tre volte la superficie dell'isola d'Elba. Vari tentativi di risanamento saranno fatti con il granduca Pietro Leopoldo avvalendosi di valenti ingegneri come il gesuita Leonardo Ximenes. Ma il definitivo risanamento si protrasse oltre l'Unità d'Italia fino agli anni venti del XX secolo[10].

### Tradizioni
Una delle cose fondamentali di questa terra sono le sue tradizioni, legate agli avvenimenti trascorsi nel tempo. Argia, personaggio evocante la donna anni '30 della Maremma amara, povera e condottiera di forte supporto all'uomo contadino. Merita anche lei una citazione, in quanto portatrice del vernacolo maremmano nel mondo.

### Maremma amara
Come la cultura dotta di Dante, anche la cultura popolare, attraverso la canzone popolare, ha fatto un ritratto - ben diverso - della Maremma della malaria, del lavoro stagionale malpagato, degli stenti e delle sofferenze che caratterizzavano la vita in queste terre fino a non moltissimo tempo fa.
Ecco così le strofe di «Maremma amara», cantata lentamente, così come tutto era lento in Maremma: lenta o ferma l'acqua, con le sue zanzare anofele, il progresso sociale, la lotta contro il brigantaggio, quella contro l'analfabetismo.
Ma a me mi pare una Maremma amara

L'uccello che ci va perde la penna

Io c'ho perduto una persona cara.

Sia maledetta Maremma Maremma

sia maledetta Maremma e chi l'ama.

Sempre mi piange il cor quando ci vai

Perché ho timore che non torni mai»
(Maremma amara, Canzone popolare toscana)
Si rivela in queste semplici e disperate strofe l'immagine storica di questa terra: un groviglio di speranza e di mestizia, di temerarietà nella ricerca di una nuova terra e lo sgomento per un destino forse avverso.
La canzone popolare si può far risalire alla prima metà dell'Ottocento quando, iniziata l'opera di bonifica voluta dal Granduca Leopoldo II dei Lorena, molto terreno si doveva liberare dalla morsa della palude e dalla malaria rendendolo accessibile alla produzione agricola. Si stava compiendo il passaggio dalla pastorizia all'agricoltura.
Il ricordo di quelle paludi portatrici di morte per chi era costretto a lavorarvi è ancora nelle imprecazioni tipiche dei toscani come «maremma maiala» 

### La bonifica
Una delle principali cure di Ferdinando III, Granduca di Toscana, era la bonifica idraulica e agraria della Maremma; spesso vi faceva delle gite per esaminare i lavori e sollecitarli. Ma il suo zelo e la sua preoccupazione gli dovevano riuscire fatali. Nel mese di giugno del 1824, tornando appunto da una delle gite in Maremma, sentì i sintomi di una febbre che da quel momento gli insidiò tenacemente la vita. Ferdinando fu costretto a mettersi a letto; ed i principali medici furono subito intorno a lui per contenderlo alla morte, con ogni mezzo migliore che l'arte medica dell'epoca suggeriva. Furono però tutti sforzi inutili, perché il male vinse gli uomini della scienza. A Ferdinando III successe il figlio Leopoldo II di Toscana che si volle continuare questa impresa. Intendeva così emulare il grande avo Pietro Leopoldo e suo padre che avevano bonificato la Val di Chiana e che già avevano tentato di bonificare la Maremma. La bonifica del comprensorio, data la grandissima estensione dell'area, era un'opera che presentava molte difficoltà tecniche, e richiedeva un notevole impiego di risorse e conoscenze, per piccoli stati come era quello del granducato di Toscana.

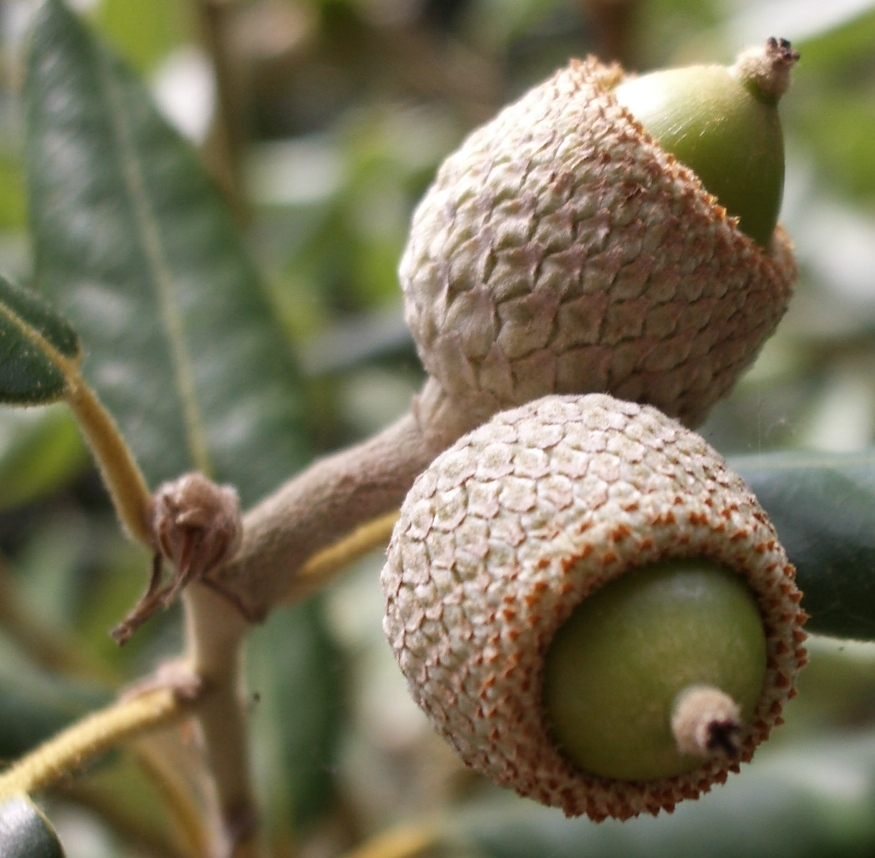
Ghiande di leccio fotografate in Maremma

Il tratto che si voleva bonificare era la parte che costeggiava il mare, dallo sbocco della Cecina fino al confine pontificio; i vantaggi di tale opera sarebbero stati incalcolabili trasformando tutta quella grossa estensione salmastra in terreni coltivabili. Il conte Fossombroni, consigliere dei sovrani, aveva immaginato di bonificare la Maremma fino dal 1804 e aveva dichiarato apertamente questa sua intenzione con vari scritti. Immaginava di costruire canali, strade ed un porto facendosi aiutare dai cittadini "volenterosi" che volessero investire in questa impresa esentandoli dalle varie gabelle alle porte delle città, dei dazi doganali e dei pedaggi per far diventare in poco tempo tutta quella regione la ricchezza del regno. Ad entusiasmare gli animi dei toscani ci fu nel 1780 la bonifica della tenuta di Bolgheri del conte Cammillo della Gherardesca. Tale tenuta era distante circa settanta chilometri da Pisa e sette dal mare, sulla sponda sinistra della Cecina. Per liberare quella vasta tenuta dalle acque stagnanti e limacciose che rendevano improduttivo il terreno e pestifera l'aria, il matematico padre Leonardo Ximenes suggerì al conte Della Gherardesca l'apertura di quella larga fossa che dal nome del proprietario fu perciò detta Cammilla, la quale procurò subito il prosciugamento dei terreni tra Bolgheri, Bibbona ed il mare. 
Con tali precedenti, con l'esempio dell'avo, con gli incitamenti del Fossombroni e con le buone disposizioni del suo animo, Leopoldo II il 27 novembre 1828 emanò l'editto per la bonificazione della Maremma a spese dello Stato. I lavori cominciarono sulla fine del 1829 e vi furono impiegati circa cinquemila operai arrivati da varie parti della Toscana, da altri stati italiani e dall'estero, sotto la direzione del cavaliere Alessandro Manetti, che era alla immediate dipendenze del Granduca. Il figlio del conte Cammillo, Guido Della Gherardesca, volle con gli anni continuare la benefica opera del padre; ma il parere discorde di ingegneri, di periti e di idraulici, lo costrinse a sospendere l'esecuzione del suo progetto. Quello che però riusciva impossibile a tanti uomini di scienza ed ingegneri dell'epoca, riuscì facile ad un uomo oscuro e modesto che tutt'altro aveva studiato in vita sua che l'idraulica e l'ingegneria. Quest'uomo era il "fattore di Bolgheri", Giuseppe Mazzanti, che sfornito di teorie ma ricco dei lumi dell'esperienza, con l'osservazione che egli aveva fatto del naturale movimento delle acque durante le piogge, chiuse il canale detto Seggio Vecchio e ne scavò un altro detto Seggio Nuovo, per la qual cosa gli estesissimi campi prima paludosi divennero fertilissimi. Il 26 aprile 1830 fu il giorno fatidico; terminato il lavoro di costruzione del nuovo canale le acque dell'Ombrone arrivarono velocissime nella palude bonificando tutto il territorio circostante. Il Mazzanti ebbe in riconoscenza dal granduca una medaglia d'oro e il conte Della Gherardesca fu remunerato adeguatamente del servizio.

### I briganti
La Maremma è stata per secoli una terra di briganti, sia per ragioni ambientali, sia per la natura di terra di confine fra lo stato granducale e lo stato della chiesa. Domenico Tiburzi fu l'ultimo dei grandi briganti che per molti decenni, alla fine dell'Ottocento signoreggiò i boschi della Maremma. Detto il “Re della macchia”, Tiburzi trovava rifugio presso la Rocca di Montauto. Si tratta di una figura molto popolare ed è l'ultimo dei briganti maremmani ucciso nel 1896. Con la sua morte si può dire che sia finita l'epoca del brigantaggio maremmano, e insieme della Maremma malarica e spopolata.

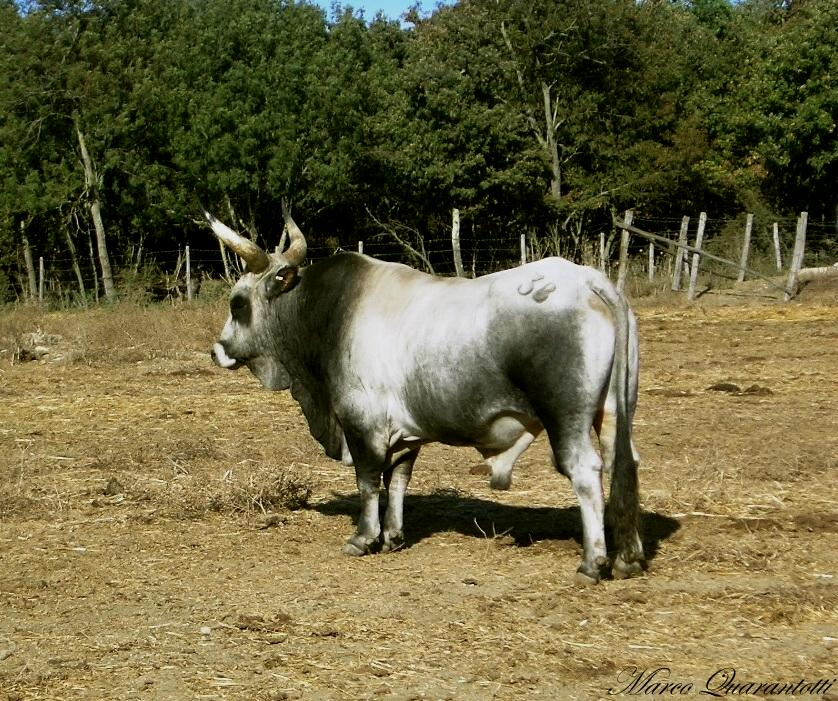
Toro maremmano

## La Maremma nel vernacolo
Il termine Maremma viene spesso utilizzato per assonanza in luogo di Madonna, in modo da evitare la blasfemia esplicita, alleggerendo il tono pur mantenendo un certo impatto all'interno della conversazione volgare.

## I bovini della Maremma e i Butteri
Nella Maremma, le vacche della Maremma e i Butteri, i cowboy tradizionali italiani, giocano un ruolo centrale nella cultura e nell'agricoltura locali. Le vacche della Maremma, note per le loro lunghe corna e la loro robusta costituzione, pascolano nelle vaste pianure della Maremma. Questi bovini semi-selvatici sono custoditi dai Butteri, le cui tradizioni risalgono all'antichità. I Butteri sono rinomati per le loro eccezionali capacità equestri e la loro profonda comprensione dell'allevamento. Un evento storico che evidenzia le competenze dei Butteri è la loro vittoria in un concorso amichevole contro Buffalo Bill e i suoi cowboy nel 1890, dimostrando le superiori capacità dei Butteri nella gestione del bestiame. Questa tradizione vivente sottolinea il profondo legame della regione con la sua storia agricola e contribuisce alla conservazione del patrimonio culturale della Maremma.